# クラシック (JUDY AND MARYの曲)
『クラシック』は、日本のロックバンド、JUDY AND MARYの10枚目のシングル。

## 解説
- 1996年10月28日にエピックレコーズよりリリースされた。累計売上は63.2万枚（オリコン調べ）。

- もともとTAKUYAがソロプロジェクト用に書き下ろした楽曲だったが、YUKIがどうしても歌いたいと切望したためJUDY AND MARYでの発表となった。TAKUYAは解散後、自らのライブではよく演奏する。

## 収録曲
全編曲：JUDY AND MARY
1. クラシック［3:49］
（作詞：Tack and Yukky / 作曲：TAKUYA）
TBS系列「Pop-file」オープニングテーマ
日清食品「野菜スープヌードル」TVCM
2. おめでとう［4:49］
（作詞：YUKI / 作曲：恩田快人）
オリジナル・アルバム未収録曲。2001年発売のベスト・アルバム『The Great Escape -COMPLETE BEST-』に初収録された。
3. クラシック (Backing Track)［3:49］
（作曲：TAKUYA）

## 収録アルバム
- THE POWER SOURCE (#1)
- FRESH (#1)
- The Great Escape -COMPLETE BEST- (#1,2)
- COMPLETE BEST ALBUM「FRESH」 (#1)

## カバー
クラシック
- 2009年、いきものがかり（アルバム『JUDY AND MARY 15th Anniversary Tribute Album』収録）。